# Alberto Wolf
Alberto Nicolás Wolf Mantrana (Montevideo, 17 de abril de 1962), también conocido como Mandrake Wolf, es un cantante y músico popular uruguayo. Uno de los más destacados de la canción montevideana a partir de los años ochenta.

## Biografía
El primer trabajo discográfico de Wolf fue editado en 1984 por el sello Ayuí / Tacuabé en formato casete. La cara A contenía canciones de su autoría y la cara B canciones del grupo El Cuarteto de Nos. En 1985 se editó en vinilo, esta vez con ambos lados como cara C. Ese mismo año formó el grupo Los Terapeutas, con el cual ha estado ligado artísticamente gran parte de su carrera. Una primera formación del mismo incluía (además de a Wolf en voz y guitarra), a Wilson Negreira en percusión y voz, Daniel Jaques en bajo y voz, Alejandro Roca en guitarra y Luis Jorge Martínez en batería. La banda tenía un estilo asociado al candombe beat, con toques pop, que con los años fue evolucionando hasta acercarse más al rock.
En 1985 también compuso la música de dos canciones que formaron parte de Los Tontos, primer álbum de la banda del mismo nombre: «Sr. Juez» y el «Himno de los conductores imprudentes». Esta última, incluida en el compilado de rock uruguayo Graffiti, se transformó en uno de los éxitos más importantes del rock uruguayo post-dictadura.
En 1988 Los Terapeutas lanzaron su primer trabajo discográfico titulado Mestizo en todos lados. El mismo, editado por Ayuí / Tacuabé, fue presentado en distintos ciclos entre julio y agosto de ese año en el Teatro El Tinglado de Montevideo. En 1989 se incorporó al conjunto el tecladista Gonzalo Gravina.
El segundo disco Candombe del no sé quien soy (1990), fue editado en Uruguay por el sello Orfeo, y en Argentina por Litto Nebbia en su sello Melopea en formato casete.
En 1993 Alberto Wolf grabó Primitivo, como solista. El disco abre con «Cococho», samba canción que se transformó en una de las más populares del autor. Rubén Rada la interpretó en su disco Fan: Pa´los amigos. «Cococho» y «Corazones musicales» (también incluida en Primitivo) se volvieron a grabar con Los Terapeutas para el disco Nada de cosas raras, en 1997. La segunda contó con la participación de Litto Nebbia. Para este último disco, Wolf compuso «Amor profundo», canción popularizada por Jaime Roos en el álbum Contraseña, editado en el año 2000.
En 2002, con la salida del álbum Amor en lo alto, la popularidad del grupo fue aumentando considerablemente año tras año. El disco contó con la colaboración de Hilda Lizarazu en el tema «Ella va 1 y 1/2».
Hay cosas que no importan, álbum editado en 2005, contiene la canción «Miriam entró al Hollywood», una de las más conocidas del músico.
En 2015 realizó con Los Terapeutas el espectáculo, disco y DVD Los candombes, proyecto centrado en la canción de candombe. La banda, en su extensa actividad artística, se caracterizó por fusionar ritmos autóctonos como el candombe y la murga junto al rock y el reggae, generando un estilo propio que los emparentaba y los distanciaba, a la vez, de grupos montevideanos anteriores como El Kinto o Totem.
Wolf ha recibido varios Premios Graffiti: tres en 2009 por su disco De (mejor álbum de rock, álbum del año, mejor compositor) y dos en 2013 (mejor DVD musical por 25 años en vivo y álbum del año por Monstruo). Monstruo también recibió un Premio Iris al Disco del año.
Eduardo Mateo fue una figura referencial para Alberto Wolf en su etapa formativa, con Los Terapeutas llegaron a tocar juntos en el último período del músico. Desde principios de los noventa, Wolf ha formado parte de Mateo por seis, sexteto de músicos uruguayos que homenajea a Eduardo Mateo interpretando su música. El grupo ha grabado dos álbumes. El 16 de mayo de 1991 participó en el concierto La penúltima Musicasión, Homenaje a Eduardo Mateo realizado en el Teatro Solís y editado en disco. En 1994 también participó junto con otros artistas en el álbum colectivo La carpeta azul, disco conformado por canciones de Eduardo Mateo nunca antes grabadas por el músico.
A partir de 2016 comenzó a tocar con nuevos músicos más jóvenes. De la experiencia surgió en 2017 Mandrake y Los Druidas, un álbum orientado al rock clásico. La banda continúa presentándose habitualmente en vivo en la actualidad.
En el año 2022 participó en televisión de la tercera temporada del reality show MasterChef Uruguay en su versión con celebridades. Culminó el certamen siendo el 2do. eliminado.

## Discografía

### Álbumes de estudio
- El Cuarteto de Nos / Alberto Wolf  (Disco compartido con El Cuarteto de Nos, un lado cada uno.) (Ayuí/Tacuabé. 1984) (Solista.)
- Mestizo en todos lados (Ayuí/Tacuabé.1988) (Con Los Terapeutas.)
- Candombe del no sé quién soy (Orfeo. 1990) (Con Los Terapeutas.)
- Primitivo (Ayuí/Tacuabé. 1993) (Solista.)
- Nada de cosas raras (Dakar Music. 1997) (Con Los Terapeutas.)
- Amor en lo alto (Sondor. 2002) (Con Los Terapeutas.)
- Hay cosas que no importan (Sondor. 2005) (Con Los Terapeutas.)
- De (Sondor. 2008) (Con Los Terapeutas.)
- Monstruo (Bizarro, 2012) (Con Los Terapeutas.)
- Mandrake y Los Druidas (Bizarro. 2017) (Con Los Druidas.)

### Álbumes en vivo
- 25 años en el Solís (Sondor. 2012) CD + DVD (Con Los Terapeutas.)
- Los candombes (Bizarro. 2015) CD + DVD (Con Los Terapeutas.)

### Álbumes recopilatorios
- Lo Esencial (Sondor, 2010) (Con Los Terapeutas.)

### Reediciones
- Primitivo (CD que incluye también el disco Virtual, de Jorge Schellemberg.) (Colección "30 años de música uruguaya", revista Posdata. Ayuí/Tacuabé. 1999)
- Mestizo en todos lados / Candombe del no sé quién soy (Ayuí/Tacuabé. 2004)

### Con Mateo por Seis
- Mateo por seis (Perro Andaluz. 2002)
- Mateo x seis en vivo (Montevideo Music Group. 2017)

### Colectivos
- La penúltima Musicasión: Homenaje a Eduardo Mateo (Orfeo. 1991)
- La carpeta azul (Ayuí/Tacuabé.1994) (Con Los Terapeutas.)